# モンテール
株式会社モンテール（英: MONTEUR CO., LTD. ）は、日本の企業。埼玉県八潮市に本社を置く日本の洋菓子メーカー。

## 概要

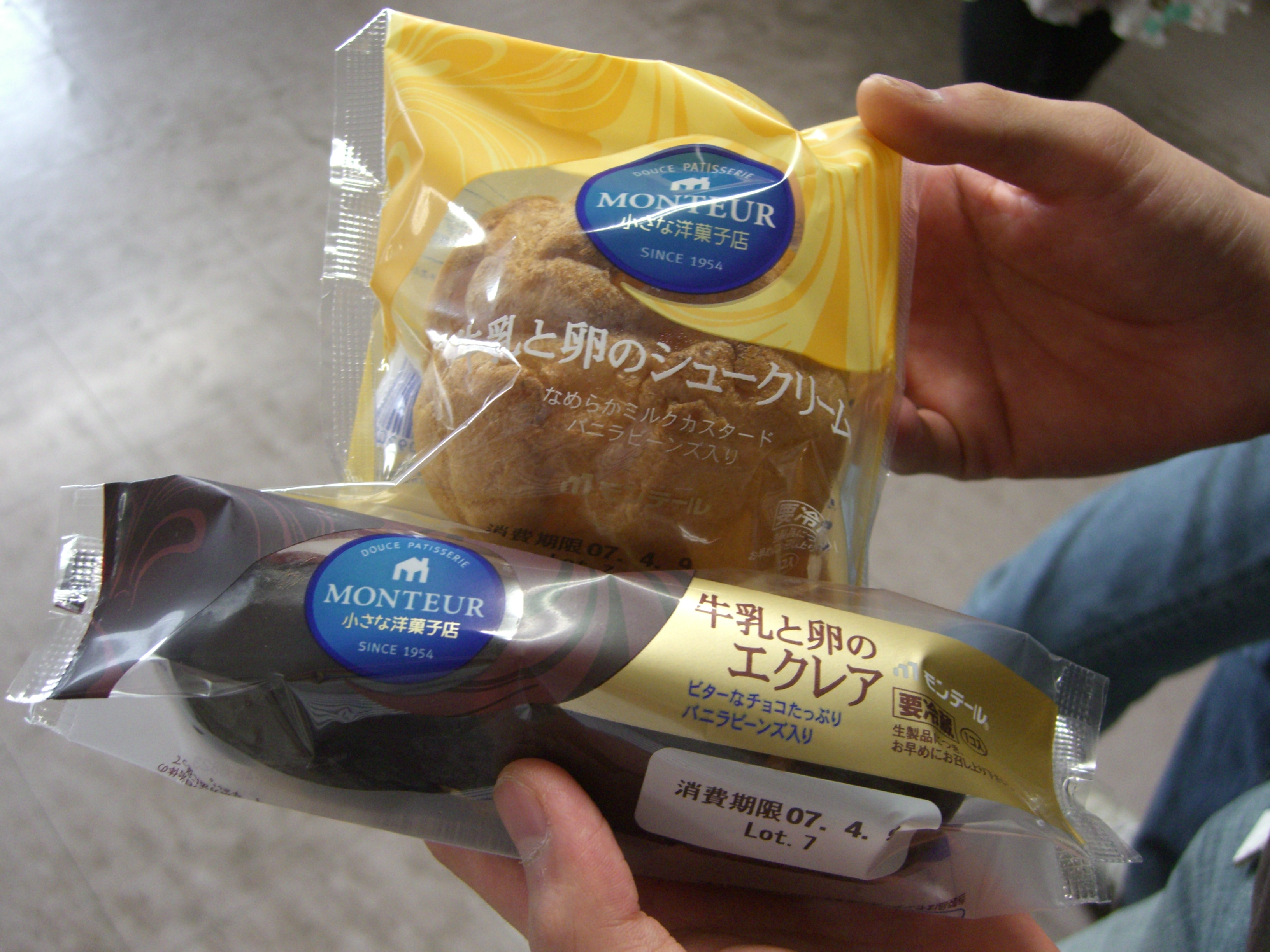
モンテールのエクレアとシュークリーム

「小さな洋菓子店モンテール」などのブランドで、シュークリーム、エクレア、ロールケーキ、ワッフル、クレープ等の洋生菓子、いわゆるチルドデザートを製造している。製品は、主にスーパーやコンビニ、ドラッグストアなどで販売されている。Yahoo!ショッピングや楽天市場で通信販売も行っている。
埼玉県八潮市、茨城県坂東市、岐阜県美濃加茂市、岡山県総社市に、直売所を兼ねた工場を持つ。
かつて、東日本では北海道勇払郡安平町の北海道コクボ、西日本では兵庫県たつの市の田口食品に製造を委託していたが、現在は委託は解消されている。
同業他社としては、愛知県岡崎市の栄屋乳業、横浜市のプレシア、東京都足立区のドンレミー、愛知県清須市のロピア、神奈川県平塚市のカンパーニュ、兵庫県たつの市の田口食品、岡山県里庄町のサンラヴィアンなどが挙げられる。

## 事業所・製造工場

### 本支店・営業所
- 本社 - 埼玉県八潮市
- 名古屋営業所 - 名古屋市中村区
- 大阪営業所 - 大阪府吹田市
- 福岡営業所 - 福岡市博多区

### 工場
- つくば事業所・工場 - 茨城県坂東市
- 美濃加茂事業所・工場 - 岐阜県美濃加茂市
- 総社事業所・工場 - 岡山県総社市

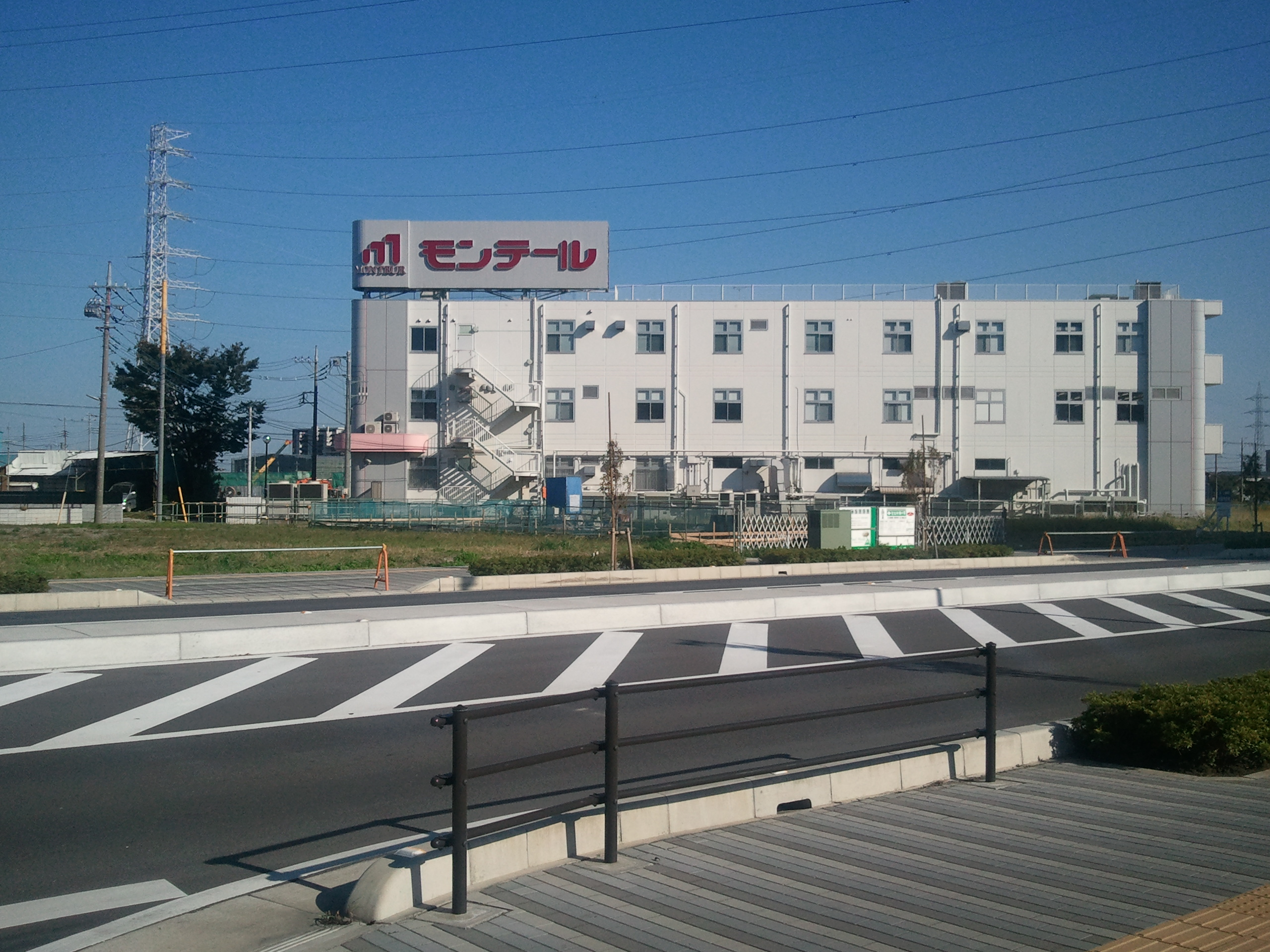
八潮事業所（2012年）
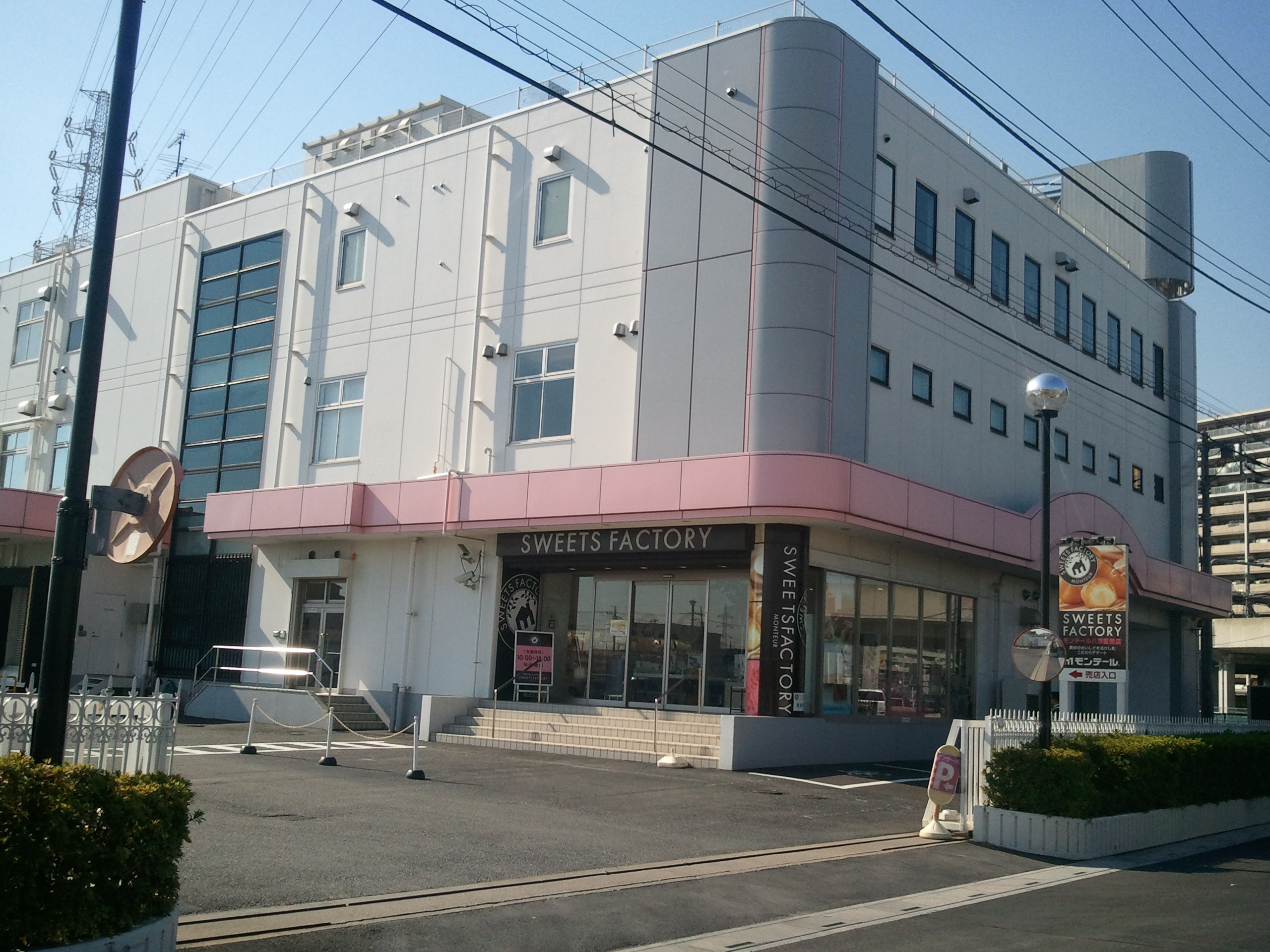
八潮直売店（2012年）

## テレビ番組
- 日経スペシャル カンブリア宮殿 チルド洋菓子製造のトップランナー（2013年6月27日、テレビ東京）[1]
- 空から日本を見てみよう - 2017年1月31日の放送にて、「茨城県 常総〜下妻〜筑西」として、モンテールつくば工場上空を通過